# Nicolas Marceau
Pour les articles homonymes, voir Marceau.
Nicolas Marceau, né le 23 juin 1964 à Montréal, est un économiste, universitaire et homme politique québécois.
Il est spécialiste des finances publiques et de l'analyse économique du droit. Député de la circonscription de Rousseau sous la bannière du Parti québécois du 21 septembre 2009 jusqu'au 1er octobre 2018, il a été ministre des Finances et de l'Économie du Québec du 19 septembre 2012 au 23 avril 2014, dans le gouvernement de Pauline Marois. Le 25 avril 2014, il est nommé porte-parole de l'opposition officielle en matière de finances et revenu. Du 20 juin 2016 au 23 août 2018, il est également leader parlementaire de l'opposition officielle.

## Études
Nicolas Marceau termine son baccalauréat (B.A.) en sciences économiques à l'Université de Montréal en 1986, et y obtient son diplôme de maîtrise (M.A.) deux ans plus tard. Il complète son diplôme sous la direction du professeur François Vaillancourt, avec qui il publie son premier article scientifique dès 1992. Il poursuit ses études doctorales (Ph.D.) au département d'économie de l'Université Queen's à Kingston (Ontario). Il obtient pour son doctorat la bourse du Fonds pour la formation de chercheurs et l'aide à la recherche (FCAR). Il complète sa thèse sous la direction du Professeur Robin Boadway, spécialisé en économie publique et membre de la Société royale du Canada.

## Carrière académique
Nicolas Marceau devient professeur adjoint au département d'économie de l'Université Laval en 1992, immédiatement après avoir terminé sa thèse. En 1996, il est embauché au département des sciences économiques de l'Université du Québec à Montréal, où il deviendra tour à tour professeur agrégé (1998) et professeur titulaire (2001). Il y enseigne l'économie publique et la théorie microéconomique au baccalauréat, à la maîtrise et au doctorat.
Il obtient le Prix d'enseignement de l'UQAM à 5 reprises :
- Automne 2006: Microéconomie III, ECO 3012
- Hiver 2004: Économie publique, ECO 8005
- Automne 2002: Microéconomie avancée, ECO 7001
- Hiver 2002: Microéconomie III, ECO 3012
- Hiver 2001: Microéconomie III, ECO 3012.

En 2005, il est invité à enseigner à l'Université de Barcelone.
Il a supervisé plus d'une trentaine de mémoires de maîtrise.
En 2002, l'Association canadienne d'économique lui remet le prix Harry Johnson pour avoir publié le meilleur article dans le Canadian Journal of Economics. En 2004, il se mérite le prix de la recherche ÉSG-UQAM, qui récompense la qualité de ses travaux.
Nicolas Marceau est chercheur associé à l'Institute for Study of Labor (IZA) et au Centre interuniversitaire sur le risque, les politiques économiques et l’emploi (CIRPÉE) qui regroupe des chercheurs et étudiants de l'UQAM, de l'Université Laval et de HEC Montréal. En 2002, il est nommé directeur du CIRPÉE, fonction qu'il occupe jusqu'en 2005. Il assume le titre de président de la Société canadienne de science économique en 2006-2007.
Il est l'auteur de 44 cahiers de recherche à caractère scientifique ainsi que 29 articles publiés. Il a entre autres publié dans des revues telles que l'American Economic Review, le Journal of Law, Economics and Organization, The Economic Journal, et le Journal of Public Economics.
Ses thèmes de recherche sont tous liés à l'économie publique :
- taxation, biens et services publics
- analyse économique de la lutte au crime
- fédéralisme fiscal (centralisation et décentralisation)
- financement de l'éducation
- le modèle Québécois et l'équité.

Il a été invité à prononcer une conférence en 2005 dans le cadre du Programme des conférenciers éminents en économique d'Industrie Canada. De plus, il est l'auteur de plusieurs chapitres de livres et articles populaires,,,.

## Expertise auprès du gouvernement du Québec
Il a agi en tant qu'expert devant la Commission sur la fiscalité et le financement des services publics du Ministère des finances en 1996.
En 2001 et 2002, il siège à la Commission sur le déséquilibre fiscal, à la demande du premier ministre Bernard Landry. Le président de la commission, Yves Séguin, dépose son rapport en mars 2002.

## Vie publique et politique
Pendant son baccalauréat, Nicolas Marceau s'est fait connaitre au sein du mouvement étudiant québécois. Il a notamment occupé le poste de représentant des étudiants en sciences économiques au sein du Conseil Central de la FAÉCUM.
Il a été interviewé de nombreuses fois par les médias nationaux sur des questions économiques, notamment en périodes de budgets fédéraux et provinciaux. Il a également pris position dans plusieurs débats, et a notamment défendu le caractère public et universel du système québécois d'éducation post-secondaire. Il s'est dit être en défaveur d'augmentations importantes et arbitraires des frais de scolarité comme celles proposées par le gouvernement de Jean Charest.
En tant qu'expert, il a validé le document intitulé "Les finances d'un Québec souverain" rédigé par François Legault en 2005, tout comme d'autres économistes tels que Alain Guay (Université de Montréal) et Marc Van Audenrode (Université de Californie à Berkeley).
En février 2009, il a été invité à prononcer une conférence devant le Conseil national du Parti québécois, portant sur de possibles moyens de sortir le Québec de la crise économique.
Le 31 juillet 2009, La Presse annonce que Nicolas Marceau sera candidat à l'élection dans le comté de Rousseau, portant les couleurs du Parti québécois. Le 3 août 2009, il dépose officiellement sa candidature et devient candidat. Il est élu candidat par acclamation à l'assemblée d'investiture du 18 juillet 2009.
Il est élu député de Rousseau le 21 septembre 2009, l'emportant avec 57 % des suffrages.
Il est réélu en 2012 et en 2014.
Le 19 septembre 2012, Nicolas Marceau est nommé ministre des Finances et de l'Économie dans le gouvernement Pauline Marois. Il dépose son premier budget le 20 novembre 2012, avec un déficit trois fois plus élevé que ses prédictions (http://quebec.huffingtonpost.ca/news/budget-marceau/). À la suite de la défaite de son parti, il devient porte-parole de l'opposition officielle en matière de finances et revenu en avril 2014.

## Vie privée
Nicolas Marceau est le père de quatre enfants.

## Publications

### Livre
- Une fois le Québec souverain, Nicolas Marceau, VLB éditeur, Montréal (Qc), 2022, 402 p.
- Économie Publique, Nicolas Marceau, Pierre Pestieau et François Vaillancourt, Éditeurs, collection Société canadienne de science économique, Paris: Economica, 2000.

### Chapitres de livres
- “Design of Assistance Programs to Address Real Income Volatility”, avec Robin Boadway et Katherine Cuff, in Dean Jolliffe et James P. Ziliak, Éditeurs, Income Volatility and Food Assistance in the United States, W.E. Upjohn Institute for Employment Research, 217–258, 2008.
- “Dette, équité et richesse du Québec: Exporter notre électricité est-il souhaitable? Luc Godbout, Editeur, Agir maintenant pour le Québec de demain, Lévis: Presses de l’Université Laval, 147–159, 2006.
- “Une contribution à la théorie de la taxation”, traduction de l’anglais au français de “A Contribution to the Theory of Taxation” de Frank Ramsey (Economic Journal, 1927), in Frank Ramsey, Logique, Philosophie et Probabilité, Traduction sous la responsabilité de Pascal Engel et Mathieu Marion, Paris: Vrin, 2003.
- “Les avantages d’un nouveau partage ﬁscal”, in Roch Côté et Michel Venne, Éditeurs, L’annuaire du Québec 2003, Montréal: Éditions Fides, 426–432, 2002.

### Articles scientifiques
- “Redistributive Taxation Under Ethical Behaviour”, avec Robin Boadway et Steeve Mongrain, The Scandinavian Journal of Economics 109, 505–529, 2007.
- “Gangs and Crime Deterrence”, avec Abdala Mansour et Steeve Mongrain, Journal of Law, Economics, and Organization 22, 2006, 315–339.
- “On the Early Holocene: From Foraging to Early Agriculture”, avec Gordon Myers, Economic Journal 116, 2006, 751–772.
- “Food Prices and the Timing of Welfare Payments: A Canadian Study”, avec Gary Hunt et Georges Tanguay, Canadian Public Policy 31, 2005, 145–160.
- “Agglomeration Eﬀects and the Competition for Firms”, avec Robin Boadway et Katherine Cuﬀ, International Tax and Public Finance 11, 2004, 623–645.
- “Redistribution and Employment Policies with Endogenous Unemployment”, avec Robin Boadway et Katherine Cuﬀ, Journal of Public Economics 87, 2003, 2407–2430.
- “Endogenous Insecurity and Economic Development”, avec Huw Lloyd-Ellis, Journal of Development Economics 72, 2003, 1–29.
- “Corporate Lobbying and Commitment Failure in Capital Taxation”, avec Michael Smart, American Economic Review 93, 2003, 241–251.
- “Damage Averaging and the Formation of Class Action Suits”, avec Steeve Mongrain, International Review of Law and Economics 23, 2003, 63–74.
- “Dissuasion du crime et concurrence entre juridictions”, avec Steeve Mongrain, Revue d’Économie Politique 112, 2002, 905–919.
- “Joint Tax Evasion”, avec Robin Boadway et Steeve Mongrain, Canadian Journal of Economics 35, 2002, 417–435.
- “Inter-Jurisdictional Competition for Firms: Jobs as Vehicles for Redistribution”, avec Robin Boadway et Katherine Cuﬀ, International Economic Review 43, 2002, 761–782.
- “Centralized versus Decentralized Taxation of Mobile Polluting Firms”, avec Georges Tanguay, Resource and Energy Economics 23, 2001, 327–341.
- “Amnesties and Cooperation,” avec Steeve Mongrain, International Tax and Public Finance 7, 2000, 259–273.
- “Dissuader le crime: un survol,” avec Steeve Mongrain, Actualit..conomique: Revue d’analyse économique 75, 1999, 123–147.
- “Agency and the Design of Welfare Systems,” avec Robin Boadway et Motohiro Sato, Journal of Public Economics 73, 1999, 1–30.
- “Entrepreneurship, Asymmetric Information, and Unemployment,” avec Robin Boadway, Mau rice Marchand et Marianne Vigneault, International Tax and Public Finance 5, 1998, 307–327.
- “Taxation, Wage Controls, and the Informal Sector,” avec Bernard Fortin et Luc Savard, Journal of Public Economics 66, 1997, 293–312.
- “Competition in Crime Deterrence,” Canadian Journal of Economics 30, 1997, 844–854.
- “Self-Selection and Violence in the Market for Crime,”, International Review of Law and Economics 17, 1997, 193–201.
- “Time-Consistent Criminal Sanctions,” avec Robin Boadway et Maurice Marchand, Public Finance 51, 1996, 149–165.
- “Issues in Decentralizing the Provision of Education Using Vouchers,” avec Robin Boadway et Maurice Marchand, International Tax and Public Finance 3, 1996, 311–327.
- “Investment in Education and the Time Inconsistency of Redistributive Tax Policy,” avec Robin Boadway et Maurice Marchand, Economica 63, 1996, 171–189.
- “Time-Consistent Subsidies to Unlucky Firms,” avec Robin Boadway et Maurice Marchand, European Journal of Political Economy 11, 1995, 619–634.
- “Private versus Public Protection against Crime,” avec Guy Lacroix, Journal of Urban Economics 37, 1995, 72–87.
- “Time Inconsistency as a Rationale for Public Unemployment Insurance,” avec Robin Boadway, International Tax and Public Finance 1, 1994, 107–126.
- “Minimum Wage Legislation and Unemployment Insurance as Instruments for Redistribution”, avec Robin Boadway, Scandinavian Journal of Economics 96, 1994, 67–81.
- “Unemployment Insurance and Market Structure,” Journal of Public Economics 52, 1993, 237–249.
- “Do General and Firm-Speciﬁc Payroll Taxes Have the Same Incidence? Theory and Evidence”, avec François Vaillancourt, Economics Letters 34, 1990, 175–181.

## Résultats électoraux
|                                                                                               | Nom                       | Parti               | Nombre de voix | %      | Maj.  |
| --------------------------------------------------------------------------------------------- | ------------------------- | ------------------- | -------------- | ------ | ----- |
|                                                                                               | Louis-Charles Thouin      | Coalition avenir    | 14 464         | 53,2 % | 7 304 |
|                                                                                               | Nicolas Marceau (sortant) | Parti québécois     | 7 160          | 26,4 % | -     |
|                                                                                               | Hélène Dubé               | Québec solidaire    | 3 531          | 13 %   | -     |
|                                                                                               | Patrick Watson            | Libéral             | 1 419          | 5,2 %  | -     |
|                                                                                               | Michel Lacasse            | Citoyens au pouvoir | 323            | 1,2 %  | -     |
|                                                                                               | Richard Evanko            | Conservateur        | 271            | 1 %    | -     |
| Total                                                                                         | Total                     | Total               | 27 168         | 100 %  |       |
| Le taux de participation lors de l'élection était de 66,2 % et 580 bulletins ont été rejetés. |                           |                     |                |        |       |